# 歐景芬
歐景芬，福建省福州府連江縣人，清朝政治人物。同進士出身。
光緒二年（1876年），參加丙子恩科會試，得貢士第283名。殿試登進士3甲第81名。同年五月（6月3日），經吏部掣簽，授即用知縣，擔任浙江富阳知县。